# Johann Friedrich von Schleswig-Holstein-Gottorf

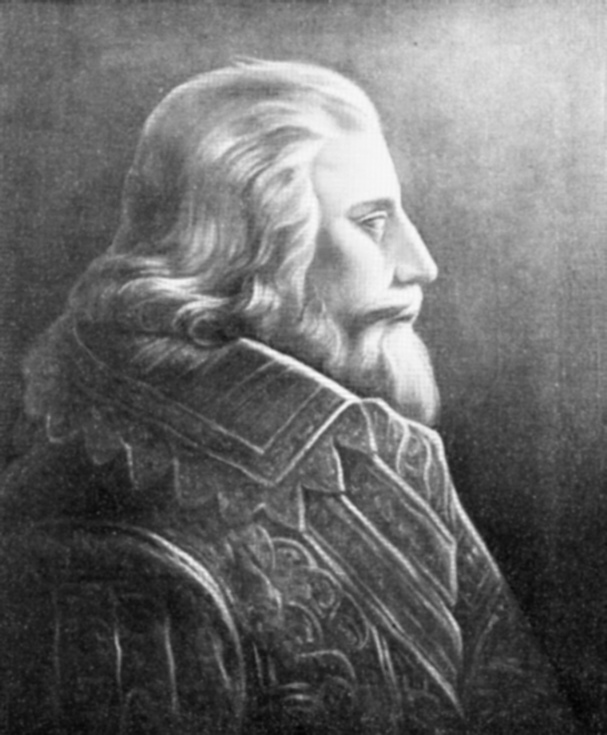
Fürstbischof Johann Friedrich

Johann Friedrich von Schleswig-Holstein-Gottorf (* 1. September 1579 in Gottorf; † 3. September 1634 in Altkloster bei Buxtehude) war evangelischer Erzbischof von Bremen, Fürstbischof von Lübeck und Bischof von Verden.

## Leben
Er war der Sohn von Adolf von Schleswig-Holstein-Gottorf und Christine von Hessen.
Nachdem sein Bruder Johann Adolf von Schleswig-Holstein-Gottorf 1590 Herzog geworden war, gab er 1596 die Erzbischofswürde von Bremen an Johann Friedrich ab. 1599 beanspruchte Johann Friedrich trotzdem seinen Erbanteil an den Herzogtümern. Im Gegenzug versprach er Johann Adolf die Nachfolge in seinen Bistümern für dessen Söhne. Bis zu seinem Tod 1634 erhielt Johann Friedrich daher die Einnahmen aus den Ämtern Tremsbüttel, Steinhorst, Cismar, Oldenburg, Fehmarn und Neustadt.
1603 erließ er in Bremen das Edikt in Zaubereisachen. Dieses hatte einen entscheidenden Einfluss auf das Zurückdrängen der Verfolgungen angeblicher Hexen und Zauberer. 1607 übernahm er auch den Fürstbischofstitel von Lübeck von seinem Bruder. Ab 1631 war er zusätzlich Bischof von Verden. Alle Ämter hatte er bis zu seinem Tod 1634 inne.
Mit der aus Bremervörde stammende Anna Dobbel hatte er die beiden Kinder Friedrich und Christine, die 1621 vom Kaiser legitimiert und unter dem Namen von Holstein in den Adelsstand erhoben wurden.